# Ofenbauermuseum
Das Ofenbauermuseum Backes befindet sich in Gershasen, einem Stadtteil von Westerburg im Westerwald. Hier befand sich eines von vier Zentren des Backofenbaus mit Backofensteinen. Backes ist im Westerwald die Bezeichnung für einen Backofen. Neben dem Brot wurde im Westerwald auch der Backeskuchen, der aus geriebenen Kartoffeln besteht in Steinbacköfen ausgebacken, wenn die Ofentemperatur absank.

## Ortschaft und Geschichte
In Gershasen befand sich ein historisches Ofenbauerzentrum, neben Königswinter, Bell und Pelm. Im Ort selbst erinnert eine Ofenbauerstraße an die Vergangenheit. Voraussetzung für die Entwicklung als Ofenbauerzentrum waren die vulkanischen Tuffsteinvorkommen der Brüche (genannt Kauten) bei Gershasen. Dieses Gestein wurde am Waltersberg und bei Sainscheid gebrochen. Vulkanische Tuffe haben die Eigenschaft, Wärme zu speichern und sie langsam abzugeben. Ferner sind die Tuffe leicht und eignen sich daher für den Bau der Gewölbe in den Öfen. Die Backofensteine von Gershasen wurden im Tagebau bis zu einer Tiefe von 10 Metern abgebaut. 

## Steinofenbau
Zum Bau der Öfen benutzten die Maurer Maurerwerkzeuge wie Maurerhammer, Kelle, Wasserwaage, Lot und Winkel. Daneben setzten sie Steinmetzwerkzeuge wie den Zweispitz, Steinbeil (genannt Bill), Fäustel und Meißel, Schmiege und Brechstangen bei der Steingewinnung im Steinbruch ein; sowie zur Formung der Backofensteine. 
Beim Abbau wurden Quadrate mit einer Kantenlänge von 5 × 5 m freigelegt und mit einem Zweispitz Rohblöcke aus dem Gestein geschlagen. Diese wurden entweder von zwei Steinhauern transportiert oder mit einem Flaschenzug angehoben und mittels eines Kabelkrans und einer Laufkatze zum Werkplatz transportiert. Die Größe der Steinplatten lag bis zu einer Länge von 150 Zentimetern, einer Breite bis zu 75 Zentimeter und einer Dicke von 12 Zentimetern, ferner Herdplatten bis zu einer Größe 180 Zentimetern. Die Herdplatten waren für den Backofen von besonderer Bedeutung, denn für einen Gemeinde- oder Bäckerofen wurden je nach Größe bis zu vier bis sechs Herdplatten gebraucht.

## Agglomerattuff
Der Agglomerattuff, der bei Gershasen gebrochen wurde, ist zäh und gut zu bearbeiten, wenn er noch bergfrisch ist. Wenn dieser Naturstein seine Bruchfeuchte verloren hat, ist hart und spröde, denn er besteht im Wesentlichen aus schaumig vulkanischem Glas. Dieser Stein ist besonders hitzebeständig, speichert die Wärme und gibt sie langsam ab, daher ist er für den Bau von den Steinöfen besonders geeignet. Die dortigen Backofenbauer sind seit dem Beginn des 19. Jahrhunderts nachweisbar. Sie erhielten zunächst Aufträge aus der näheren Umgebung des Westerwaldes, die sich bis Fulda, Gießen und Kassel ausweiteten. Um 1960 gab der letzte Backofenbauer sein Handwerk im Westerwald auf.

## Museum
Das Ofenbauer- und Heimatmuseum gibt einen Einblick in 160 Jahre lange Geschichte des Backofenbauens in Gershasen. Das Museum präsentiert den noch heute regelmäßig genutzten steinernen Ofen, den Backes, eine Ofenbauerstube mit Ausstellung von Werkzeugen und eine Dorfstube mit historischen Gebrauchsgegenständen; ferner Bilder über den Tuffsteinabbau und dessen Verarbeitung zu Backofensteinen aus den 1940er Jahren.

## Vergleichbare Museen oder Ausstellungen
Eine vergleichbare Ausstellung zum Steinofenbau befindet sich im Siebengebirgsmuseum bei Königswinter. Ferner gibt es in bei Emstal in Brandenburg frei stehende, funktionstüchtige historische Backöfen (um 1870) in einem Backofenmuseum.